# Volongo
Volongo – miejscowość i gmina we Włoszech, w regionie Lombardia, w prowincji Cremona.
Według danych na rok 2004 gminę zamieszkiwało 620 osób, 88,6 os./km².